# Marek Szczęsny
Marek Szczęsny (sinh ngày 30 tháng 7 năm 1939) là một họa sĩ đương đại người Ba Lan.
Ông đã tham gia hơn ba mươi triển lãm cá nhân và triển lãm tập thể khắp Châu Âu và Hoa Kỳ. Ông hiện đang sống và làm việc tại Paris.

## Tuổi trẻ
Marek Szczęsny sinh ngày 30 tháng 7 năm 1939 tại Radom, Ba Lan. Szczęsny sinh vào năm Chiến tranh thế giới thứ hai bùng nổ nên trong những năm đầu đời, ông đã chứng kiến Ba Lan bị Đức chiếm đóng và đất nước Ba Lan thời hậu chiến.
Muốn trở thành một họa sĩ, Marek theo học một số lớp dạy vẽ tư. Vào cuối những năm 1950, ông chuyển đến Gdańsk. Tại đây, ông theo học Học viện Mỹ thuật Nhà nước ở Gdańsk. Trong thập niên 1960, ông kết giao với một số họa sĩ là thành viên của Żak - một câu lạc bộ văn hóa sinh viên ở Gdańsk. Trong thời gian này, ông đã gặp họa sĩ người Ba Lan Tadeusz Brzozowski. Năm 1967, Szczęsny lần đầu tổ chức triển lãm tại Żak. Nhờ Brzozowski, Ủy ban trực thuộc Bộ Văn hóa Ba Lan đã cấp cho Szczęsny tư cách họa sĩ và tư cách thành viên của Hiệp hội các nghệ sĩ thị giác Ba Lan.

## Sự nghiệp
Trong những năm 1970, Marek Szczęsny rời Gdańsk và chuyển đến Zakopane. Ông gia nhập "GOPR" (đội cứu hộ núi, chuyên thực hiện giải cứu trong mùa đông) ở Núi Tatra trong bốn năm nhưng vẫn tiếp tục vẽ tranh. Trong các năm 1970-1978, ông đã triển lãm các tác phẩm của mình tại nhiều triển lãm tập thể và triển lãm cá nhân trên khắp Ba Lan, Ý và Tây Ban Nha. 12 năm sau, Szczęsny lại triển lãm các tác phẩm ở Ba Lan, trong khuôn khổ triển lãm tập thể ‘Jesteśmy’ tại Phòng triển lãm Nghệ thuật Quốc gia Zachęta vào năm 1991.
Năm 1978, Szczęsny rời Ba Lan đến Paris. Năm 180, ông được nhận học bổng của Quỹ Ford. Trong giai đoạn này, Szczęsny thường xuyên triển lãm các tác phẩm của mình khắp châu Âu.
Từ năm 2003, ông tổ chức nhiều triển lãm cá nhân tại các bảo tàng ở Pháp và Ba Lan. Các tác phẩm của ông đã được đưa vào triển lãm "Các họa sĩ Ba Lan thế kỷ XX" tại Pháp. Năm 2008, ông tổ chức một triển lãm cá nhân mang tên "Gravitation" tại Phòng triển lãm Foksal ở Warsaw. Năm 2016, trong một triển lãm mang tên "La Dechirure" tại Phòng triển lãm Atlas Sztuki ở Łódź, Szczęsny đã tạo ra một tác phẩm sắp đặt lớn trên tường với giấy xé, bìa cứng và gỗ.
Trong giai đoạn 1996-2008, Marek Szczęsny được Quỹ Pollock-Krasner và Quỹ Adolph và Esther Gottlieb ở New York và Trung tâm Nghệ thuật Đương đại Bemis ở Omaha, Nebraska tài trợ. Ông cũng là một nghệ sĩ diện cư trú theo chương trình của Quỹ Edward F. Albee ở Montauk, New York.
Szczęsny đã tham gia nhiều triển lãm trên khắp Pháp, Ba Lan, Luxembourg, Thụy Sĩ, Ý, Hoa Kỳ, Nhật Bản, Đức và Áo.

## Triển lãm
- 30 tháng 1 - 13 tháng 3 năm 2015, Marek Szczęsny, l’étrangère[17]
- 23 tháng 6 năm 2016 – 31 tháng 7 năm 2016, Layered Narratives: Collage/Photomontage/Print, l'étrangère[18][19]